# Fourcigny
Fourcigny település Franciaországban, Somme megyében. Lakosainak száma 191 fő (2022. január 1.). Fourcigny Escles-Saint-Pierre, Fouilloy, Hescamps, Marlers és Morvillers-Saint-Saturnin községekkel határos.

## Népesség
A település népességének változása:
| Lakosok száma | 192  | 184  | 191  | 193  | 198  | 199  | 200  | 201  | 191  |
|               | 2013 | 2015 | 2016 | 2017 | 2018 | 2019 | 2020 | 2021 | 2022 |